# مسجد كامل جوير
مسجد كامل جوير من مساجد العراق الحديثة، ويقع في قضاء الرمادي في محافظة الأنبار، قرب قصر العدالة، وبني في عام 1409 هـ/1989م، والجامع مستلم من قبل ديوان الوقف السني في العراق، وحالتهُ مضبوطة، وقد بني الجامع على نفقة المتبرع (كامل جاسم جوير)، وتبلغ مساحة الجامع 300م2، ويحتوي الحرم على مصلى تبلغ مساحتهُ 250م2، ويتسع لأكثر من 200 مصل، ولقد بني الحرم من الطابوق وهو مستطيل الشكل بطول 20م وبعرض 12م وسقفه بارتفاع 8م، وفيهِ محفل للقراء ومنبر للخطابة صنع كلاهما من الخشب الصاج، وتعلو المبنى منارتين جميلتين بنيت على الطراز الإسلامي.
وتحيط الحرم النوافذ من كل جانب، ومقابل الحرم فسحة وطارمة مسقفة صغيرة، وتقام في الجامع الصلوات الخمسة فقط ويتراوح عدد المصلين حاليا بين 20 - 25 مصل.